# Juan Flores (futbolista de los años 30)
Juan Flores fue un futbolista del campeonato peruano de fútbol. Jugó principalmente como delantero.

## Trayectoria
Durante su carrera, Flores jugó para el Sucre FBC y en la temporada del Campeonato Peruano de Fútbol de 1937 terminó como el máximo goleador de la liga anotando diez goles.

### Distinciones individuales
| Distinción                                      | Año  |
| ----------------------------------------------- | ---- |
| Máximo goleador de la Primera División del Perú | 1937 |